# Carlos Hespanha
Carlos Hespanha (24 de diciembre de 1967) es un deportista brasileño que compitió en judo. Ganó una medalla de plata en los Juegos Panamericanos de 1995 en la categoría de –86 kg.

## Palmarés internacional
| Juegos Panamericanos | Juegos Panamericanos      | Juegos Panamericanos | Juegos Panamericanos |
| Año                  | Lugar                     | Medalla              | Categoría            |
| -------------------- | ------------------------- | -------------------- | -------------------- |
| 1995                 | Mar del Plata (Argentina) | Medalla de plata     | –86 kg               |